# Coppa delle Nazioni U23 UCI 2019
La Coppa delle Nazioni U23 UCI 2019 è stata la tredicesima edizione della competizione organizzata dall'Unione Ciclistica Internazionale. Si è svolta in sei prove riservate alle squadre nazionali con atleti fino a 23 anni di età.

## Calendario
| Data           | Prova                          | Cat.   | Vincitore     | Vincitore (Nazioni)      | Leader (Nazioni) |
| -------------- | ------------------------------ | ------ | ------------- | ------------------------ | ---------------- |
| 4 - 9 febbraio | Tour de l'Espoir               | 2.Ncup | Yakob Debesay | Selezione dell'Eritrea   |                  |
| 31 marzo       | Gand-Wevelgem/Kattekoers-Ieper | 1.Ncup | Jonas Rutsch  | Selezione della Germania |                  |
| 13 aprile      | Giro delle Fiandre Under-23    | 1.Ncup |               |                          |                  |
| 4 maggio       | L'Etoile d'Or                  | 1.Ncup |               |                          |                  |
| 1° - 2 giugno  | Orlen Nations Grand Prix       | 2.Ncup |               |                          |                  |
| 6 - 9 giugno   | Corsa della Pace Under-23      | 2.Ncup |               |                          |                  |
| 15-25 agosto   | Tour de l'Avenir               | 2.Ncup |               |                          |                  |